# Rileya nigra
Rileya nigra is een vliesvleugelig insect uit de familie Eurytomidae. De wetenschappelijke naam is voor het eerst geldig gepubliceerd in 1943 door Gomes.